# Simone Keller
Simone Keller (* 23. März 1980 in Weinfelden) ist eine Schweizer Pianistin.

## Leben
Simone Keller studierte an der Hochschule für Musik und Theater Zürich in der Klavierklasse von Hans-Jürg Strub und erlangte 2006 das Konzertdiplom. Sie besuchte verschiedene Meisterkurse unter anderen bei Andrzej Jasiński, Siegfried Mauser, Karl Engel, Hartmut Höll und Werner Bärtschi. Daneben erhielt sie Hammerflügelunterricht bei Michael Biehl sowie Orgelunterricht bei André Manz und besuchte die Liedklasse von Daniel Fueter und Hans Adolfsen.
Keller erhielt bereits im Studium mehrere Preise und Auszeichnungen, unter anderem den 1. Preis beim Landolt-Wettbewerb für Klavier, den 2. Preis beim Hans Ninck-Wettbewerb für Klavier und den EMCY-Kammermusikpreis für Liedbegleitung beim Europäischen Klassik-Festival Ruhr.
Keller tritt solistisch und kammermusikalisch in verschiedenen Formationen und Stilrichtungen im In- und Ausland auf. Sie ist Gründungsmitglied und künstlerische Co-Leiterin des ensembleTZARA, spielte beim Musikkollegium Winterthur, der Südwestdeutschen Philharmonie, dem Collegium Novum Zürich und mit Dirigenten wie Jac van Steen, Peter Ruzicka, Heinz Holliger oder Johannes Kalitzke.
Seit 2014 führt Keller gemeinsam mit dem Regisseur Philip Bartels die Produktionsfirma ox&öl. Diese wurde 2017 mit dem Anerkennungspreis der Fachstelle für Kultur des Kantons Zürich im Bereich der kulturellen Teilhabe ausgezeichnet und ebenfalls 2017 aufgrund der „richtungsweisenden Vermittlungsarbeit“ für den „Junge Ohren Preis“ in Frankfurt am Main nominiert.
2016 wurde Keller für mehrere Monate in die Cité Internationale des Arts nach Paris eingeladen, 2017 arbeitete sie mit dem Center for Computer Research in Music and Acoustics an der Stanford University in Kalifornien zusammen, und 2019 erhielt sie Einladungen von der Columbia University und der Manhattan School of Music in New York sowie der Brown University in Providence/Boston.
2019 wurde Simone Keller für den internationalen innovation award von Classical:NEXT nominiert. Im selben Jahr erhielt sie zwei Preise der Internationalen Bodenseekonferenz.
2021 bekam Simone Keller den Conrad-Ferdinand-Meyer-Preis. 2022 wurde sie sowohl mit dem Schweizer Musikpreis als auch dem Thurgauer Kulturpreis ausgezeichnet. 2025 erhält sie den Kunstpreis der Stadt Zürich.

## Diskografie (Auswahl)
- 2024: Hidden Heartache (Intakt Records) CD und Buch (Jungle Books)
- 2023: Breathing, Remembering, Dissolving (Innova Recordings / American Composers Forum)[8]
- 2018: Julius Eastman: Piano Interpretations (Intakt Records)
- 2018: Othmar Schoeck: Vom Fischer un syner Fru (Claves Records)
- 2017: Alvin Lucier: Festival Box (ZHdK Records)
- 2016: Terry Riley: In C (Qilin Records)
- 2015: Experimentalstudio 40 Years Anthology • Vol. 1 (Neos)
- 2015: Musik von Alban Berg. Musikkollegium Winterthur / Pierre-Alain Monot (Dabringhaus und Grimm)
- 2015: Tobias von Glenck: Winter Suite (Qilin Records)
- 2014: GRAMMONT SÉLECTION 7 (Musiques Suisses)
- 2014: Edu Haubensak: Works for Percussion and Piano (Dokumental)
- 2014: Marcel Zaes: cut low from above (Tonus Music Records)

## Auszeichnungen (Auswahl)
- 2021: Conrad-Ferdinand-Meyer-Preis
- 2022: Thurgauer Kulturpreis
- 2022: Schweizer Musikpreis
- 2025: Kunstpreis der Stadt Zürich